# Karel Šebek (politik)
Karel Šebek (* 11. října 1951 Benešov – 29. ledna 2015, Neveklov) byl český politik, senátor za obvod č. 41 – Benešov, starosta města Neveklov a člen ODS.

## Vzdělání, profese a rodina
Vystudoval Střední průmyslovou školu elektrotechnickou v Kutné Hoře. Do roku 2000 pracoval v různých elektrotechnických profesích.
S manželkou Jiřinou měl dcery Pavlínu, Zdeňku a Elsu a syna Karla.

## Politická kariéra
V roce 1989 pomáhal zakládat Občanské forum v Neveklově. Členem ODS je od jejího založení v roce 1991. Od roku 1990 působil v obecním a později městském zastupitelstvu Neveklova a z toho v letech 2000 až 2006 byl uvolněným starostou, od roku 2006, kdy se stal senátorem, vykonával tuto funkci jako neuvolněný. V letech 2004 až 2008 byl členem zastupitelstva Středočeského kraje. V roce 2010 svůj post starosty neobhájil.
V roce 2006 se stal senátorem, když z prvního kola postoupil díky zisku 33,48 % hlasů spolu s tehdejší nezávislou senátorkou Helenou Rögnerovou z politické strany Volba pro město, která získala podporu 19,56 % hlasů. Ve druhém kole Karel Šebek potvrdil svou pozici a získal mandát člena horní komory českého parlamentu 61,13 % všech platných hlasů. V Senátu působil jako místopředseda Výboru pro územní rozvoj, veřejnou správu a životní prostředí, dále byl členem Stálé komise pro rozvoj venkova a Podvýboru pro dopravu a Stálé komise pro podporu demokracie ve světě.
Ve volbách v roce 2012 svůj senátorský mandát obhajoval. Postoupil do druhého kola z prvního místa se ziskem 7 223 hlasů, což představovalo 18,87 % platných hlasů, ovšem v druhém kole prohrál s Luďkem Jeništou, když získal 8 096 hlasů, což představovalo 44,94 % hlasů.